# Gotische Baurisse
Die Gotischen Baurisse, eine Sammlung von Architekturzeichnungen im Kupferstichkabinett der Akademie der bildenden Künste Wien, wurden 2005 in das Weltdokumentenerbe Österreichs aufgenommen. Die Sammlung umfasst die Inventarnummern 9.707; 10.931, 16.816 – 17.053; 17.055 – 17.069; 17.071 – 17.096; 17.101; 17.262; 35.043 – 35.045. Der Aufnahme in das Weltdokumentenerbe ging in den Jahren 1999 bis 2005 eine vollständige Neubearbeitung und Restaurierung des Bestandes im Forschungsprojekt Gotische Baurisse voraus. Bereits 2003 waren die Bemühungen um Erhaltung, Restaurierung und wissenschaftliche Aufarbeitung der Wiener Bauriss-Sammlung mit dem „Europa-Nostra-Preis“ der Europäischen Union ausgezeichnet worden.

## Bestand
Die Akademie der bildenden Künste besitzt mit 427 Zeichnungen (282 Blätter, von denen 145 Zeichnungen auf der Vorder- und Rückseite aufweisen) den weltgrößten Bestand an gotischen Baurissen, indem es – abgesehen vom Wiener Bestand – im deutschsprachigen Raum insgesamt etwa 250 weitere Baurisse insgesamt gibt. Es handelt sich dabei um die ältesten überkommenen Bauzeichnungen weltweit; ein Drittel sind Pergamente, die übrigen Papiere. Ihre Größe variiert zwischen 5 cm und 4,50 m. Die Zeichnungen tragen dazu bei, die Arbeit der mittelalterlichen Bauhütten zu rekonstruieren. Neben großen, minutiös ausgeführten Präsentationsplänen umfasst die Sammlung auch Werkzeichnungen zum Steinschnitt oder zu Bogenaustragungen sowie flüchtige Skizzen, die Rückschlüsse auf die Entwurfsarbeit und den theoretischen Unterricht der Bauhütten zulassen.

## Geschichte
Im 18. Jahrhundert wurde der Bestand an Plänen der Wiener Dombauhütte nur von wenigen Altertumsfreunden beachtet und – bis auf wenige Pergamente, die man für verkäuflich hielt – im Bürgerlichen Zeughaus aufbewahrt. Lediglich ein Teilbestand von zehn Blättern mit besonders wertvollen Turmplänen zum Wiener Stephansdom gelangte an das Stadtarchiv Wien und nachfolgend an das Wien Museum. Als der Akademie 1787 eine Sammlung von „gotischen Altertümern“ angeboten wurde, konnte diese sich nicht zum Kauf entschließen. Anders der Hofsteinmetz Franz Jäger der Ältere (1743–1809): er erkannte die Bedeutung gotischer Baurisse für zeitgenössische Architekten. Er selbst griff zum Beispiel bei seiner Entwurfsarbeit für die Franzensburg in Laxenburg darauf zurück. Franz Jäger der Jüngere, sein Sohn, erbte die Sammlung und vermachte sie 1837 testamentarisch der Akademie. In der folgenden Zeit gelangten weitere Einzelpläne in die Sammlung. So schenkte im Jahr 1882 Fürst Johann II. von Liechtenstein einen Plan des Sebaldusgrabs in Nürnberg. Einer der Pläne für den Nordturm des Stephansdoms wurde im Austausch für mehrere Gemälde vom Museum in Brno nach Wien transferiert. Zwei weitere Risse hingegen konnten nachträglich im Bestand Franz Jäger als Originalzeichnungen identifiziert und dem Bestand zugeordnet werden, drei weitere kleinere Fragmente fanden sich im Zuge der Restaurierung der Risse rückwärtig zur Stabilisierung aufgeklebt.

## Bedeutung
Der Wiener Bestand der gotischen Baurisse übte nach seinem Erwerb durch die Wiener Akademie während des 19. Jahrhunderts einen entscheidenden Einfluss auf Architekturausbildung und Architekturpraxis sowie die Restaurierung mittelalterlicher Sakralbauten aus. Die Restaurierungsarbeiten am Wiener Stephansdom und die Wiedererrichtung seines Turmes durch Friedrich von Schmidt wurden durch die Sammlung der gotischen Baurisse wesentlich erst ermöglicht. Entscheidende Bedeutung besaß die Plansammlung vor allem als Studienmaterial für Architekten der Neugotik, wie sich beispielhaft an der St. Matthias-Kathedrale in Budapest (Frigyes Schulek, 1865) erkennen lässt.
Der große Anteil von Bauzeichnungen fremder Hütten im Wiener Bestand gibt darüber hinaus ein umfassendes Bild von dem intensiven Austausch von Planzeichnungen im späten Mittelalter. Entsprechend stützt sich die architekturgeschichtliche Forschung zu den Domen in Straßburg, Freiburg, Köln, Prag, Regensburg, Ulm, Augsburg und Pressburg wie auch zum gotischen Kirchenbau überhaupt auf dieses Material, das zum Teil ältere Planzustände dokumentiert. Andere Baurisse ermöglichen die Rekonstruktion der Baugeschichte von Kirchenbauten im unmittelbaren Einflussbereich der Wiener Hütte (Stadtpfarrkirche Steyr, Kartause Gaming, Zápolya-Kapelle der Pfarrkirche von Donnersmark).

## Ausstellungen
Auf internationalen Ausstellungen wurden Pläne aus der Sammlung gotischer Baurisse bereits mehrfach der Öffentlichkeit präsentiert:
- Die Parler (Köln, 1978);
- Les Bâtisseurs des Cathédrales (Straßburg, 1989);
- Geheimnis im Stein. Das Erbe der mittelalterlichen Dombauhütte und ihre Meister (Kartause Mauerbach, 2001);
- The Crown of Bohemia (New York, 2005; Prag, 2006);
- Der Dombau von St. Stephan – Die Originalpläne aus dem Mittelalter (Wien Museum, 2011).

## Galerie

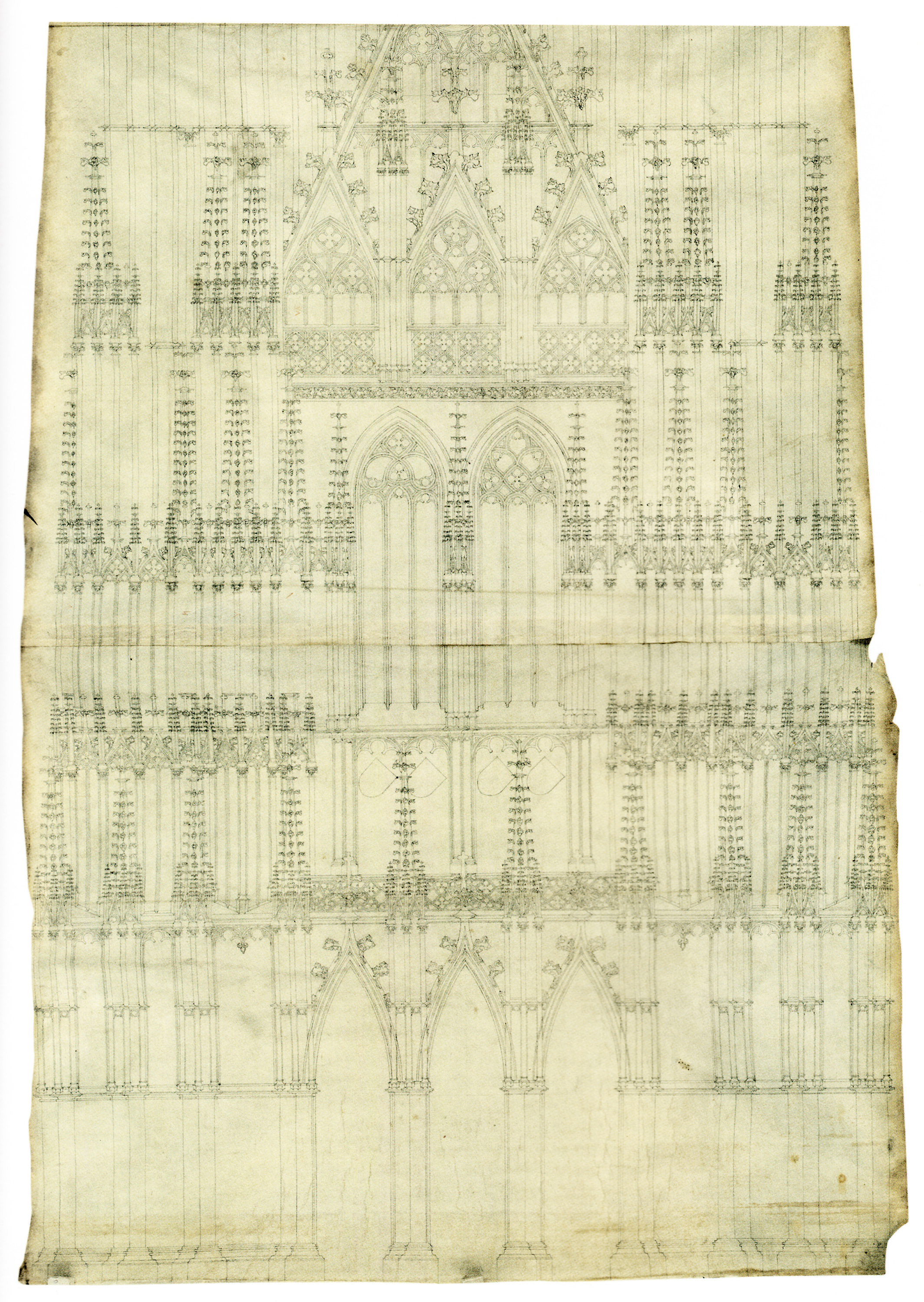
Nordseite des Nordturms, ca. 1465
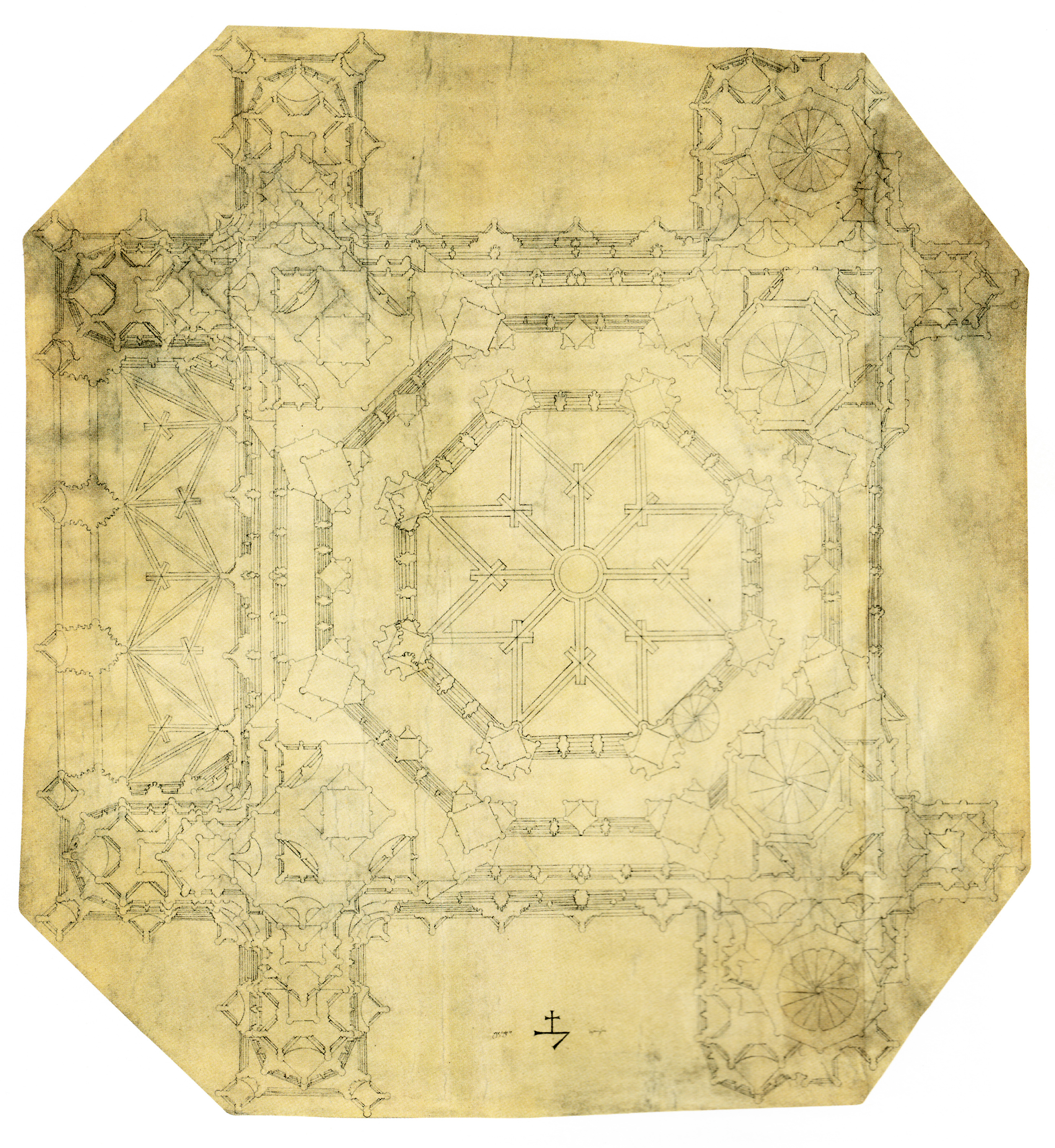
Grundriss des Nordturms, ca. 1516
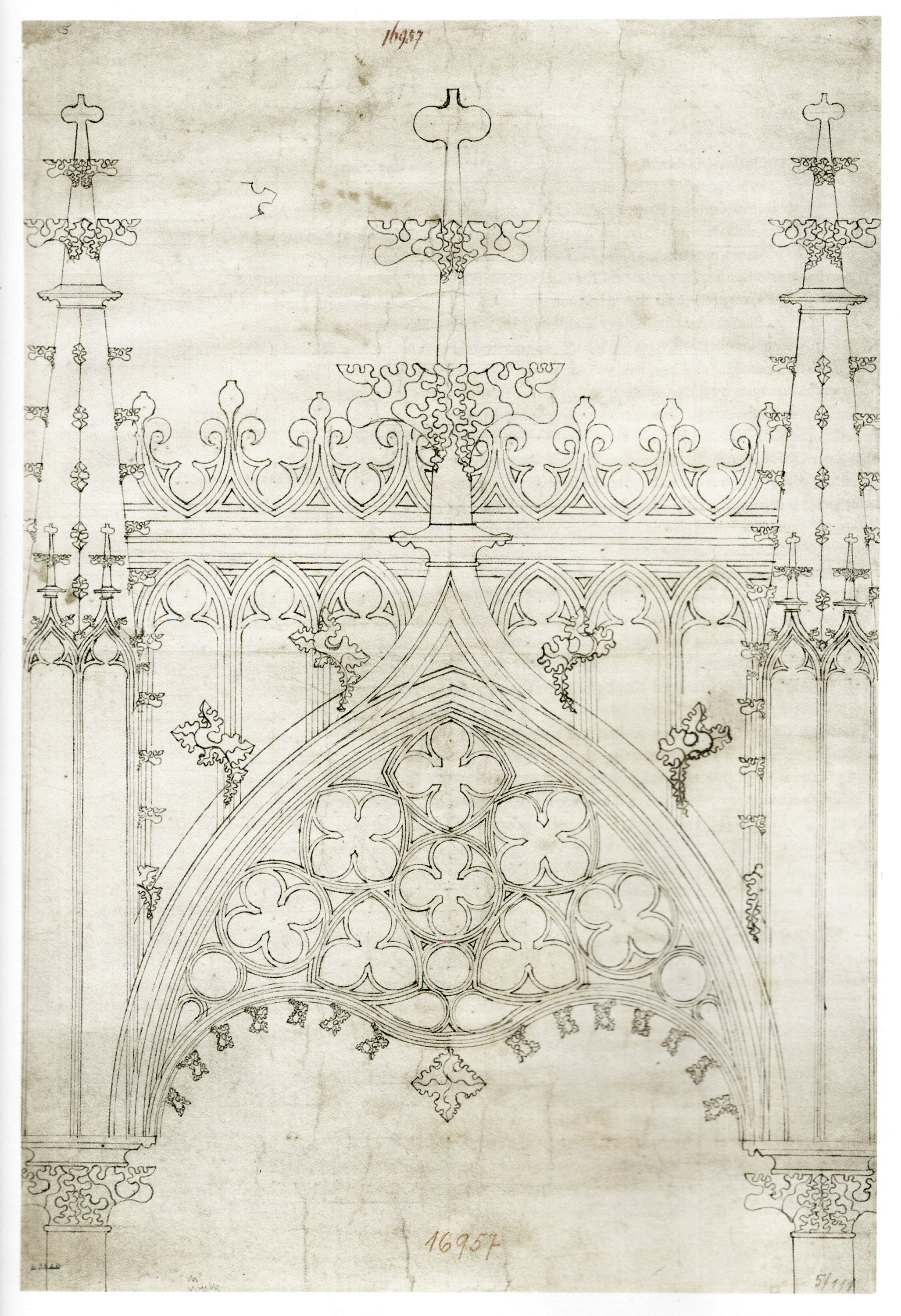
Puchheim-Baldachin, ca. 1464
Stadtpfarrkirche Steyr, Gewölbeentwurf ca. 1470
Zápolyakapelle Donnersmark